# Inonotus fulvomelleus
Inonotus fulvomelleus es una especie de hongo de la familia Hymenochaetaceae.

## Clasificación y descripción de la especie
Basidioma anual, bienal o perenne, 70-200 x 50-120 x 30-60 mm, aplanado a ungulado, dimidiado a ampliamente adherido al sustrato, de consistencia corchosa a leñosa; solitario, connado a gregario. Píleo zonado a surcado, de estrigoso a hirsuto, de marrón a marrón obscuro en el centro y marrón amarillento hacia el margen. Margen entero, agudo a obtuso, fértil, de color amarillo grisáceo a marrón. Himenóforo poroide, de colores variables, amarillo rojizo, marrón olivo, marrón dorado y marrón brillante; poros circulares, de 4-6 por mm., con los bordes enteros a ligeramente lacerados, delgados; tubos estratificados, concoloros a los poros. Contexto dúplex de color amarillo grisáceo, naranja grisáceo a marrón, de consistencia fibrosa, zonado concéntricamente. Sistema hifal monomítico, hifas generativas de septos simples, amarillas a marrón amarillentas, con paredes delgadas a gruesas, simples a ramificadas de 2.8-3.2 µm de diámetro, algunos ejemplares presentan hifas con cristales incrustados. Setas himeniales de 28-48 x 8-14 µm, marrón rojizas, ventricosas, curvadas en el ápice, con paredes gruesas. Basidios de 16-20 x 5.6-8 µm, hialinos, tetraspóricos. Basidiosporas de 5.6-7.2 x 4-5.6 µm, oblongas a elipsoidales, amarillo dorado, con pared delgada, lisa, inamiloides.

## Distribución de la especie
Esta especie se distribuye en México, en los estados de Chihuahua, Distrito Federal, Durango, México, Hidalgo, Morelos, Michoacán, Querétaro y Veracruz.

## Ambiente terrestre
Crece formando grupos (gregario) sobre madera de ailes (Alnus spp.) y encinos (Quercus spp.) en bosques de encino y pino-encino.

## Estado de conservación
Se conoce muy poco de la biología y hábitos de los hongos, por eso la mayoría de ellos no se han evaluado para conocer su estatus de riesgo (Norma Oficial Mexicana 059).

## Importancia cultural y usos
Causante de pudrición blanca en bosques de encinos (Quercus spp.).